# 2. ŽNL Karlovačka 2013./14.
2. ŽNL Karlovačku u sezoni 2013./14. je činilo 11 klubova. Prvenstvo se igralo dvokružno, a prvak je nakon 22 kola postala NK Dobra Novigrad na Dobri, ali se u viši rang plasirala drugoplasirana NK Petrova gora Vojnić.

## Tablica
| Mj. | Klub                         | Sus. | Pob | Rem | Por | GR    | Bod       |
| --- | ---------------------------- | ---- | --- | --- | --- | ----- | --------- |
| 1.  | NK Dobra Novigrad na Dobri   | 20   | 14  | 4   | 2   | 47:11 | 46        |
| 2.  | NK Petrova gora Vojnić       | 20   | 14  | 0   | 6   | 71:32 | 42        |
| 3.  | NK Mrežnica Zvečaj           | 20   | 12  | 4   | 4   | 50:21 | 40        |
| 4.  | NK Frankopan Brežani         | 20   | 10  | 1   | 9   | 40:36 | 31        |
| 5.  | NK Mladost Rečica            | 20   | 8   | 4   | 8   | 56:45 | 28        |
| 6.  | NK Oštarije                  | 20   | 8   | 4   | 8   | 38:35 | 28        |
| 7.  | NK Cetingrad                 | 20   | 7   | 3   | 10  | 39:54 | 24        |
| 8.  | NK Mladost Zagorje Ogulinsko | 20   | 7   | 2   | 11  | 40:49 | 23        |
| 9.  | NK Kupa Donje Mekušje        | 20   | 6   | 4   | 10  | 45:48 | 22        |
| 10. | NK Josipdol                  | 20   | 6   | 3   | 11  | 32:61 | 21        |
| 11. | NK Krnjak-Barilović ↓1       | 20   | 3   | 1   | 16  | 31:97 | 9 (-1) ↓2 |

## Strijelci
- 22 – Brazdičić (Mrežnica)
- 20 – Novković (Petrova gora)
- 15 – Hušidić (Petrova gora)
- 14 – Planinac (Mladost R)
- 13 – Gagula (Frankopan), Kralj (Mladost R)
- 11 – Medved (Mladost ZO)
- 10 – Milinković (Dobra N), I. Jurčević (Cetingrad)
- 9 – Cazin (Oštarije)
- 8 – M. Božičević (Oštarije), Francetić (Mladost ZO), Keser (Josipdol)
- 7 – A. Jurčević (Cetingrad), Sabljak (Kupa)
- 6 – Tomašević (Krnjak), T. Golek (Cetingrad), Mrkić (Petrova gora), Starčević i Rendulić (Josipdol), Polović (Dobra N), Kusanić (Mladost R), M. Matijašić (Frankopan), Puškarić (Oštarije)
- 5 – Grgat i M. Furač (Dobra N), D. Matijašić (Frankopan), Kezić (Krnjak), Frketić (Kupa), Sijerić i Malbaša (Petrova gora)
- 4 – D. Bedeniković, Smolčić, Drašković i Mates (Kupa), Kolić i Cindrić (Mladost ZO), Grčić (Dobra N), Žirovčić, Štefanac, Tuškan i Lauš (Mrežnica), Gvozdenović i Macut (Petrova gora), Ivanović (Josipdol), Salopek (Oštarije)